# Сент Франсис (Јужна Дакота)
Сент Франсис (енгл. St. Francis) град је у америчкој савезној држави Јужна Дакота.

## Демографија
По попису из 2010. године број становника је 709, што је 34 (5,0%) становника више него 2000. године.
| Група             | 2000.     | 2010.     |
| Белци             | 22 (3,3%) | 36 (5,1%) |
| Афроамериканци    | 0 (0,0%)  | 3 (0,4%)  |
| Азијати           | 1 (0,1%)  | 0 (0,0%)  |
| Хиспаноамериканци | 12 (1,8%) | 13 (1,8%) |
| Укупно            | 675       | 709       |